# سن-نره-دو-بلشاس، کبک
سن-نره-دو-بلشاس (به فرانسوی: Saint-Nérée-de-Bellechasse) شهری در منطقه شهری بلشاس ناحیه شودییر-آپالاش در استان کبک کانادا است. در سرشماری سال ۲۰۱۱ این شهر ۸۰۴ نفر جمعیت داشته‌است و مساحت آن ۷۵٫۷۳ کیلومتر مربع است.